# 李一氓
李一氓（1903年2月6日—1990年12月4日），原名国治，后改民治，笔名一氓、德谟等，四川彭县人，中国共产党、中华人民共和国学者、外交官及政治人物，原副国级领导人。

## 生平
李一氓是四川省彭县东大街人。在上海大同大学、沪江大学、东吴大学学习期间，曾参加反帝爱国学生运动。1925年，在广州加入郭沫若等人成立的创造社。1926年，加入中国共产党。同年，在广州担任国民革命军总政治部秘书、宣传科长，参加北伐战争。1927年，中国国民党清党后，参加南昌起义，担任起义军政治部秘书主任，后来转到上海，在中共江苏省委宣传部及中共中央特科任职，参与翻译共产国际第六次代表大会的主要文件。1928年3月，和阳翰笙编辑《流沙》。1929年秋，出任中共中央宣传部文化工作委员会委员。1930年4月，参加发起中国社会科学家联盟，并且是中国左翼文化界总同盟负责人之一。同时，他还负责编辑《巴尔底山》杂志。其间，他翻译出版有《马克思论文选译》、《马克思与恩格斯合传》以及马克思写的《哲学之贫困》等书。
1932年，李一氓抵达中央苏区首府瑞金。1933年，任中华苏维埃共和国临时中央政府国家政治保卫局执行部部长。1934年10月，参加长征。长征抵达陕北后，历任中共陕甘省委、中共陕甘宁省委、中共陕西省委宣传部部长。
1937年7月抗日战争爆发后，李一氓在皖南奉命帮叶挺组建新四军，担任新四军秘书长以及中共中央东南分局秘书长，奉命充当叶挺和项英之间的缓冲人。1941年皖南事变后，经中央批准，由刘少奇当面向李一氓宣布其因对项英错误“采取调和态度和自由主义”而给予口头警告处分。此后李一氓历任淮海区、苏北区党委副书记、行署主任等职务。1945年8月抗日战争胜利后，李一氓任中共中央华东局常务委员兼宣传部长，并兼苏皖边区政府主席。1947年以后，调任中共旅大区党委副书记兼旅大行政公署第一副主席等职务。他还兼任大连大学校长。
中华人民共和国成立后，1950年初，由于认为可能很快进联合国，遂成立一个大约50人的中国驻联合国代表团。团长为张闻天，副团长为从中共旅大区党委副书记任上调来的李一氓，代表、顾问、专员有冀朝鼎、孟用潜、耿飚、刘贯一、刘英、姚仲明、刘彬、陈叔亮、钱三强、陈忠经、王铁崖、郑森禹等。但因美国阻挠，中华人民共和国未能恢复在联合国的席位，代表团驻赵堂子胡同二号原朱启钤公馆待命一年半，直到1951年解散。
此后，李一氓任世界和平理事会常务理事、书记。1958年4月至1963年9月，任驻缅甸大使。1962年后，担任国务院外事办公室副主任、中国人民外交学会副会长、中国人民保卫世界和平委员会副主席等职务。
文化大革命期间，李一氓受到残酷迫害，被投入监狱6年。1974年到1982年，任中共中央对外联络部常务副部长、顾问等职，对被江青反革命集团搞乱的对外联络工作开展整顿。1980年，时任中共中央对外联络部常务副部长的李一氓组织专门班子研究国际形势和确定外交政策，先后写成6篇《讨论稿》报送中央，其中提出国际环境将长期和平、否定毛泽东提出的“三个世界划分”、建议同各国共产党恢复关系。这些意见很快被中央采纳，从而改变了中国的外交政策。
在中共十一届三中全会上，李一氓当选为中纪委副书记。1982年离休，时为副部级。在中共十二大上当选为中顾委委员，在1985年中国共产党全国代表会议上补选为中顾委常委。李一氓因对中国古籍颇有研究，1982年受陈云推荐出任国务院古籍整理出版规划小组组长，任内为中国古籍整理开创了新局面。李一氓还担任中国国际交流协会会长、郭沫若研究会会长。
1990年12月4日，李一氓因病医治无效，在北京逝世，终年87岁。

## 著作
- 赵崇祚 辑、李一氓 校，花间集校，人民文学出版社，1958年
- 李一氓，一氓题跋，生活·读书·新知三联书店，1981年
- 李一氓 编，明清人游黄山记钞，安徽人民出版社，1983年
- 沈喻 绘、朱圭 梅裕凤 刻、李一氓 供稿，避暑山庄三十六景，人民美术出版社，1983年
- 李一氓，存在集，生活·读书·新知三联书店，1985年
- 李一氓，模糊的荧屏：李一氓回忆录，人民出版社，1992年
- 李一氓，击楫集，中华书局，1995年
- 李一氓，存在集·续编，生活·读书·新知三联书店，1998年
- 李一氓，一氓书缘，生活·读书·新知三联书店，2007年

## 延伸阅读
- 中共淮阴市委党史工作委员会 编，李一氓在淮阴，南京出版社，1993年
- 中华书局编辑部 编，李一氓纪念文集，中华书局，2002年

| 政府职务      | 政府职务                                     | 政府职务      |
| ------------- | -------------------------------------------- | ------------- |
| 前任： 齐燕铭 | 国务院古籍整理出版规划小组组长 1982年—1990年 | 繼任： 匡亚明 |
| 外交職務      |                                              |               |
| 前任： 姚仲明 | 中华人民共和国驻缅甸大使 1958年4月—1963年9月 | 繼任： 耿飚   |
| 教育職務      |                                              |               |
| 新頭銜        | 大连大学校长 1949年3月—1949年11月            | 繼任： 吕振羽 |